# 樂園 (平井堅單曲)
《樂園》（日語：／羅馬拼音：／英文：Paradise），日本男歌手平井堅的第8張單曲。2000年1月19日發行。

## 概述
- 平井堅2000年第一張單曲，也是暌違兩年的單曲。
- Oricon首周銷量僅有2780張、但最後累積銷量超過53萬張，為平井堅的翻身之作。
- 首次嘗試R&B風格歌曲，也因此單曲走紅後正式被定位為R&B男歌手。
- 首次邀請日本音樂製作人松尾潔合作製作音樂。
- 2000年最受矚目男歌手，並首次登上日本NHK紅白歌合戰舞台演唱「樂園」。

## 收錄曲目
1. 樂園
  - 作詞：阿閉真琴／作曲.編曲：中野雅仁
2. affair
  - 作詞：松井五郎／作曲：234／編曲：URU
3. What's Goin' On?
  - 作詞：平井堅、ANNA／作曲：平井堅／編曲：松原憲
4. 樂園 [BIRTHDAY MIX]
  - 編曲：DJ Koutarou.A

## 外部連結
- Sony Music的作品介紹
  - 通常盤 （页面存档备份，存于）